# 유수프 수피
유수프 수피(러시아어: Юсуф Суфи)는 1380년대 화레즘의 통치자이다.
화레즘의 대표적인 왕조인 온기라트 지파의 후손인 유수프 수피는 후세인 수피의 자식이다. 이 왕조는 1370년 초부터 최대 1388년까지 마닝가르트 수피와 술레이 수피와 같이 유지되었다.
그는 티무르 제국에게 대항하여 독립 운동을 하였다. 그는 티무르의 여러 부족을 이용하여 우루스 칸과 전쟁을 하고 히바 도시를 점령했다. 또한, 그는 티무르의 전령 대사를 체포했다. 이후 화레즘 부대는 준가르의 도시인 부하라를 기습했다. 1376년 즈음 티무르의 우루스 칸은 몽골의 카마르 알딘 칸에 반대하여 유수프에게 전쟁 참전을 요구하지만, 요구 사항에 만족하지 않은 화레즘 부대는 부하라 지역의 공세를 강화하고 사마르칸트의 공격도 성공했다. 결국, 1379년 티무르가 공세를 시작하여 유스프가 있는 구 우르겐치를 포위했다. 유수프는 포위 공격 동안 마닝가르트 수피와도 싸웠다. 유수프는 성이 함락되며서 죽었다.
이후, 티무르를 지지하는 호드잘라콤 족장이 주도하여 티무르에게 성문을 열었다. 화레즘은 약탈당하고, 장인과 과학자들은 사마르칸트로 옮겼다.

## 참고 문헌
- (러시아어) Б. А. Ахмедов. Государство кочевых узбеков. Москва, «Наука», 1965